# Villa Castelletti
Villa Castelletti è una residenza storica situata sull'estrema propaggine nord ovest del colle di Signa presso un'ansa del fiume Ombrone, in provincia di Firenze.
Collocata in posizione dominante rispetto al paesaggio che la circonda, le origini del suo nome sono tuttora avvolte nel mistero e sembrano rimandare ad un'antica fortificazione posta in difesa del vicino attraversamento sull'Ombrone, sebbene ad oggi non vi sia alcun riscontro documentario in merito.
L'attuale edificio, nel nucleo più antico, risale infatti al pieno XV secolo, in accordo con la disposizione architettonica degli ambienti del piano terreno e delle relative tecniche costruttive, evidenti nelle mura di fondazione delle cantine.

## Storia

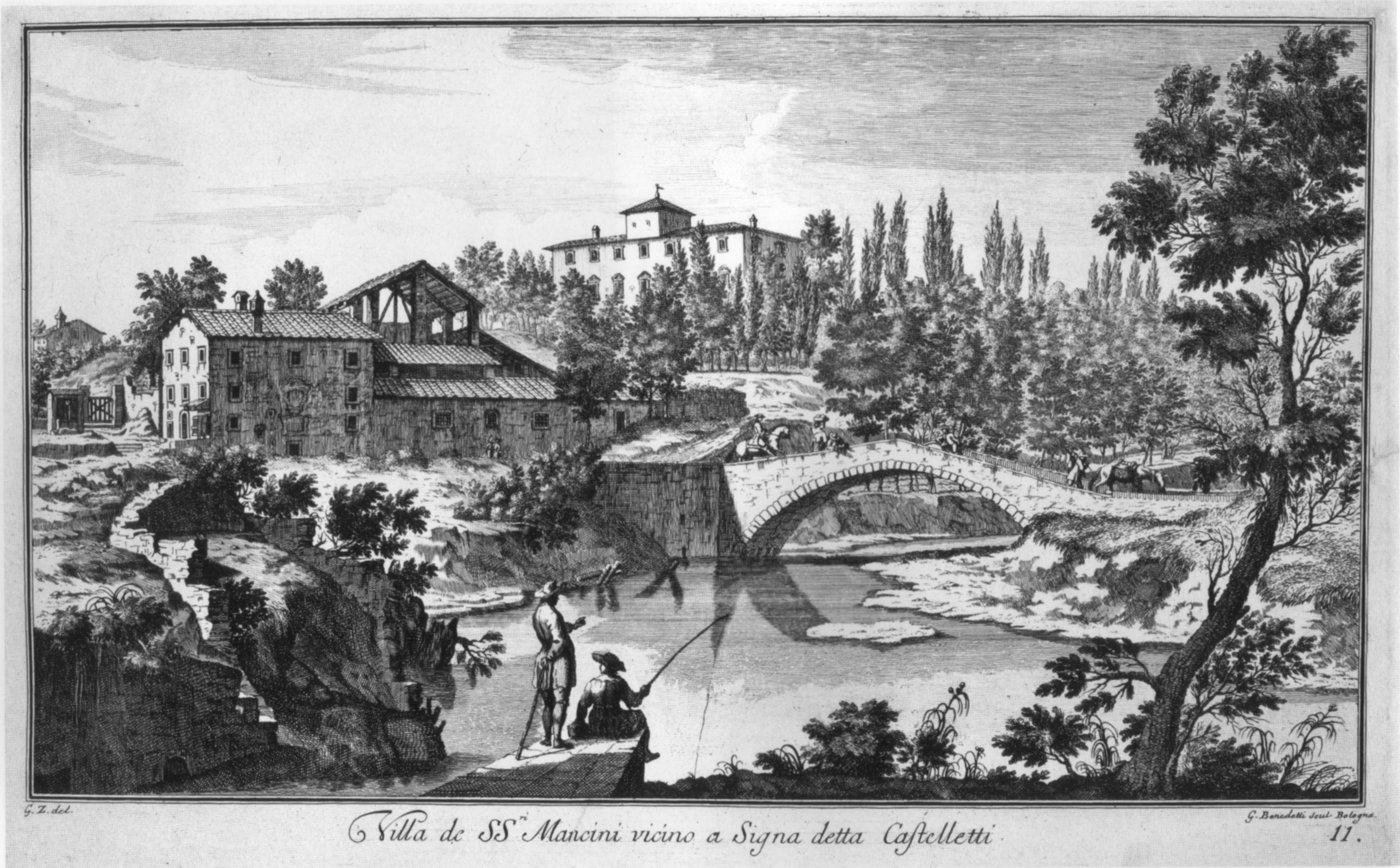
Giuseppe Zocchi, Villa Castelletti

Secondo alcune testimonianze la costruzione della villa risalirebbe all'inizio del Quattrocento sotto il patronato della famiglia Strozzi. La villa passò nel corso dei secoli tra varie proprietari illustri quali la famiglia Lapi e Uguccioni.
Nel XVI secolo la villa diviene proprietà della famiglia Cavalcanti, illustre e antico casato fiorentino (lo stesso del poeta Guido, celebre amico di Dante Alighieri) e dalla metà di quel secolo risulta censita nelle mappe dei Capitani di Parte Guelfa con l'attuale toponimo. Proprio ai Cavalcanti si deve probabilmente un primo ampliamento dell'edificio, il quale sul finire del XVII secolo dovette assumere buona parte dell'attuale configurazione, mentre già all'inizio del secolo successivo sono ricordati diversi poderi annessi alla proprietà della villa, compresi un mulino sul fiume Ombrone ed una fornace, attività tipiche delle grandi tenute gentilizie.
Nel 1727 con l'estinzione del ramo principale della famiglia, in virtù del testamento di Alessandro Cavalcanti, ultimo discendente diretto dell'antico casato, Castelletti passò al canonico della basilica di san Lorenzo Francesco Maria Mancini.

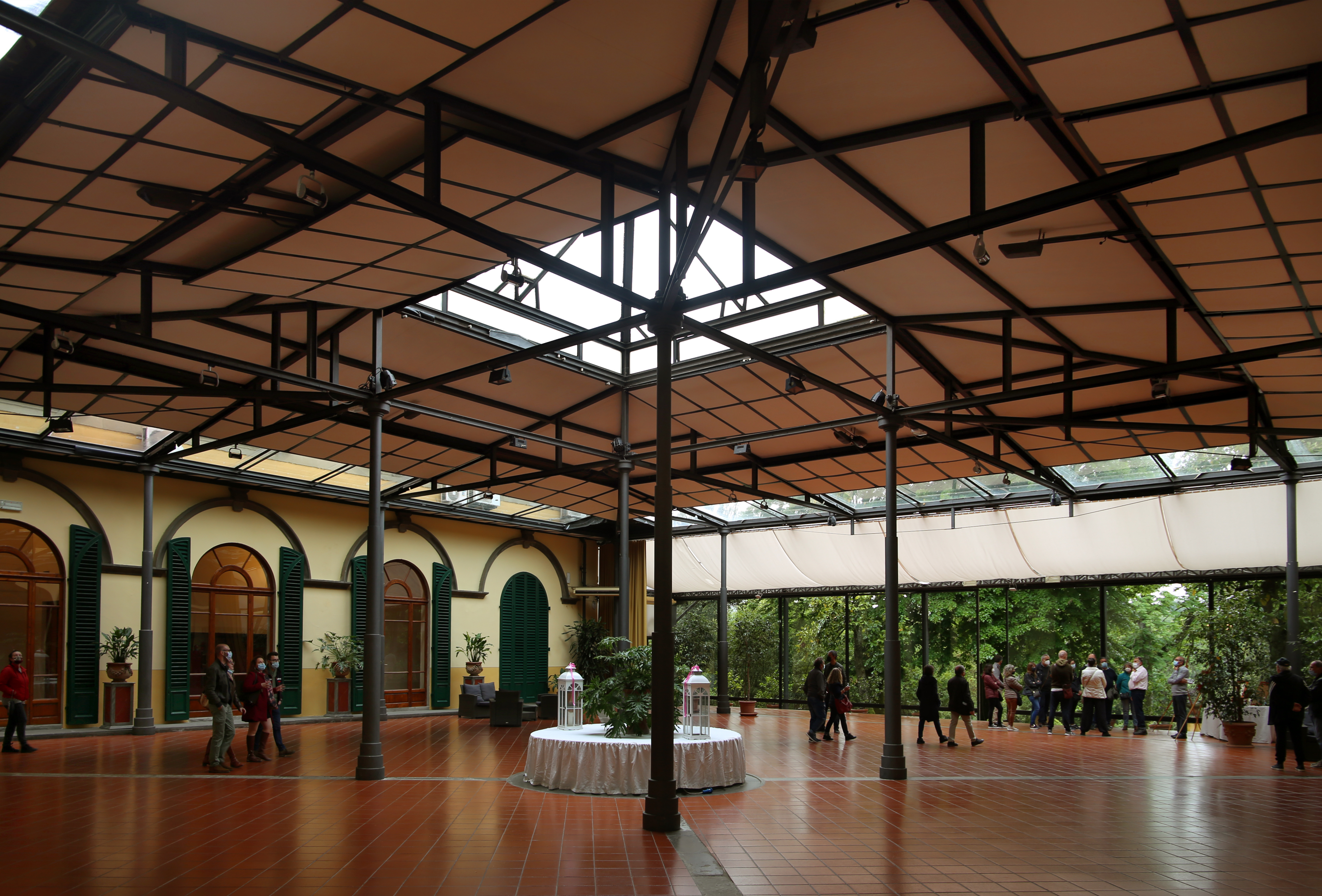
Il cortile coperto

Nello stesso periodo in cui egli è proprietario del maniero, il pittore Giuseppe Zocchi eseguì un'importante incisione con una veduta della villa, parte di una serie di “Cinquanta vedute delle ville e d'altri luoghi della Toscana” dedicata a Maria Teresa d'Austria.
Alla morte del Mancini, sempre in accordo con le già menzionate disposizioni testamentarie di Alessandro Cavalcanti, Castelletti viene destinata ad Urbano Cattani a condizione che egli unisca il nome dei Cavalcanti al proprio.
Fu infatti grazie a questo accordo che nascerà la famiglia Cattani-Cavalcanti, lungamente proprietaria della tenuta fra la fine del XVIII secolo fino alla seconda metà del XIX. Nella seconda metà dell'Ottocento, per merito di Leopoldo Cattani Cavalcanti avvenne la trasformazione della proprietà in una vera e propria tenuta modello. Il Cattani Cavalcanti fu anche figura spicco dei moti risorgimentali: deputato del regno d'Italia per varie legislature fu amico personale di Giuseppe Garibaldi, ospitandolo a Castelletti fra il 20 maggio e il 21 giugno del 1867. Assieme alla moglie, la scozzese Lady Robinia Wilson, fece creare attorno alla villa un grande parco all'inglese di gusto romantico dell'estensione di 12 ettari, fondando anche un istituto agrario filantropico rimasto attivo fino agli anni sessanta del XX secolo.
Sul finire dell'Ottocento la tenuta venne acquistata dal commendatore Giovanni Meyer, marchese di Montagliari, nato a San Pietroburgo da una famiglia di origini tedesche e oggi celebre per essere stato il fondatore dell'ospedale pediatrico Meyer di Firenze. Il marchese risiedette stabilmente nella villa e fu probabilmente colui che diede la vera impronta all'attuale edificio. Sulla facciata principale campeggia infatti il suo grande stemma in pietra serena posto appena sopra il terrazzino centrale del piano nobile.
Giovanni Meyer morì a Castelletti nel 1916 e la villa dopo vari passaggi di proprietà venne acquistata nel secondo dopoguerra dal conte Aldo Croff, il quale assieme alla moglie Angelina scelse di trasformare gli ambienti dell'antico edificio in un istituto gratuito per l'accoglienza e l'educazione di ragazzi orfani o provenienti da famiglie meno abbienti. 
Dal 1980 la villa è proprietà della famiglia Allegri, la quale vi ospita importanti iniziative culturali e pubbliche.

## Descrizione

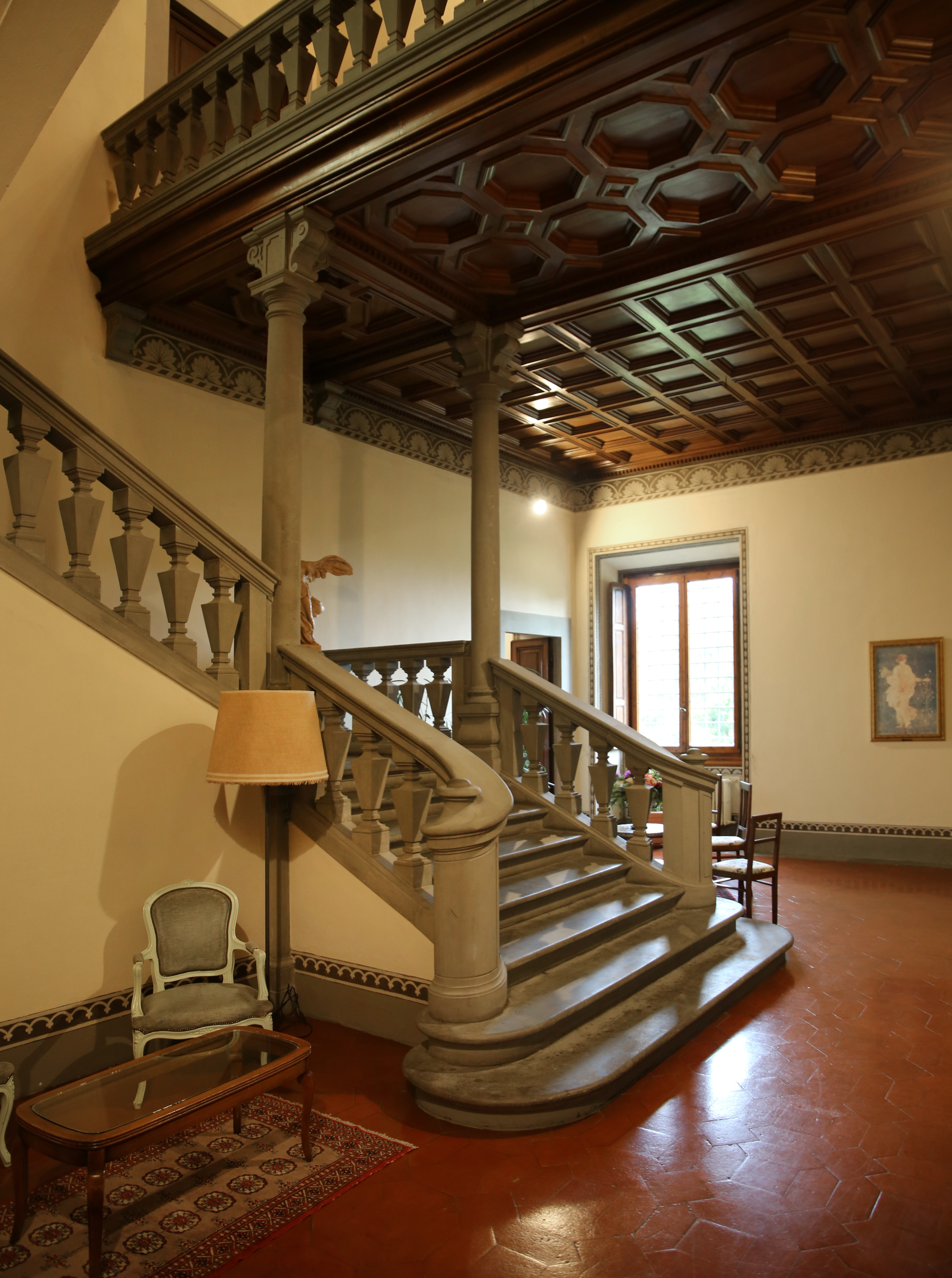
Lo scalone

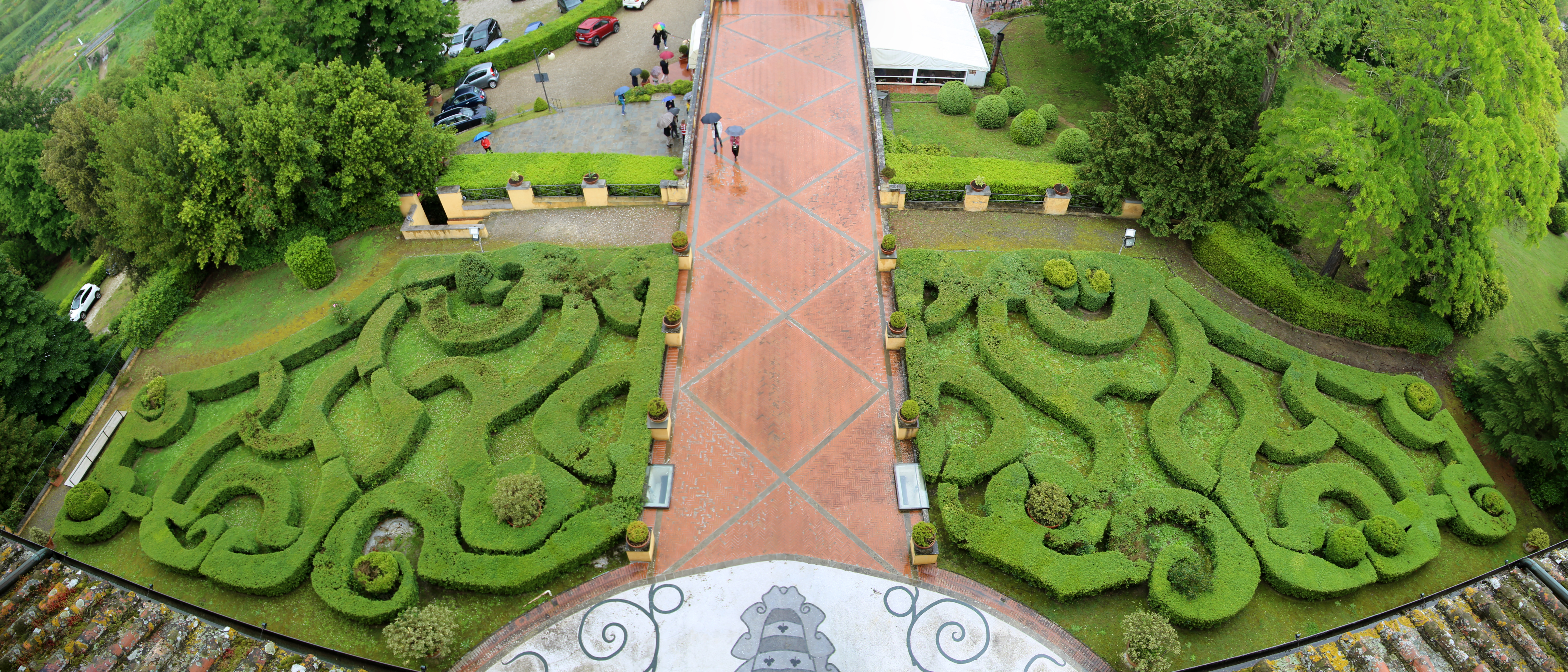
I giardini davanti alla facciata

Castelletti, sebbene oggi si mostri nel suo aspetto essenzialmente ottocentesco è pienamente riconducibile alla tradizione architettonica toscana delle residenze extraurbane, sviluppatasi a partire dalla metà del XV secolo sul modello dei trattati di Leon Battista Alberti.
La villa si trova infatti in prossimità di due dei massimi esempi medicei: la villa di Poggio a Caiano, commissionata nel 1485 da Lorenzo il Magnifico a Giuliano da Sangallo, e la successiva villa di Artimino, progettata sul finire del XVI secolo da Bernardo Buontalenti per il granduca Ferdinando I de' Medici. Le due ville medicee costituirono certamente un modello tangibile al quale ispirarsi anche per analoghi edifici limitrofi commissionati dalla nobiltà fiorentina.
Castelletti è infatti menzionata nel testamento di Alessandro Cavalcanti come “casa da signore” una denominazione che la connota già come residenza gentilizia, sebbene al centro di importanti attività produttive.
Nella veduta di Giuseppe Zocchi la villa è rappresentata con i caratteri formali tipici dell'architettura toscana del Settecento per gli edifici gentilizi di campagna: intonaci equilibratamente scanditi da modanature, connotano pietre d'angolo e timpani delle finestre. Nella veduta è inoltre già presente la prima altana che sarà modificata successivamente assumendo le attuali forme neoclassiche, oggi divenuta il simbolo della villa ed elemento caratterizzante del territorio circostante.
Il grande parco romantico, voluto da Lady Robinia alla metà dell'Ottocento, aggiornò la tenuta di Castelletti verso le più avanzate novità del paesaggismo europeo introducendo un'idea di natura in linea con un gusto meno formale rispetto al tradizionale giardino all'italiana, e improntato alla presenza di grandi prati ed ampie alberature comprendenti numerose e varie essenze.
L'interno dell'edificio conserva ad oggi pregevoli finiture databili alla fine dell'Ottocento ed arredi lapidei d'età rinascimentale e tardo manierista, probabilmente frutto di acquisizioni antiquarie effettuate fra Otto e Novecento al tempo in cui la villa appartenne a Giovanni Meyer. Di notevole interesse l'ambiente del vestibolo dove sono allestite alcune importanti sculture in terracotta della Manifattura di Signa ed è presente un pavimento in maiolica il cui linguaggio artistico può essere ricondotto ai primi lavori della Manifattura Chini.